# Jill Watson
Jill Marilynn Watson (ur. 29 marca 1963 w Bloomington) – amerykańska łyżwiarka figurowa, brązowa medalistka olimpijska z Peterem Oppegardem (pary sportowe) z Calgary 1988, trzykrotna mistrzyni Stanów Zjednoczonych.

## Kariera
Jill Watson urodziła się w stanie Indiana. Karierę sportową rozpoczęła w 1982 roku. Najpierw w latach 1982–1984 startowała w parze z Burtem Lanconem, z którym dwukrotnie zdobyła brązowy medal mistrzostw Stanów Zjednoczonych (1983, 1984), zajęła 6. miejsce na zimowych igrzyskach olimpijskich 1984 w konkurencji par sportowych w Sarajewie oraz zajęła 2. miejsce w Skate America 1983.
W 1985 roku rozpoczęła starty z Peterem Oppegardem, z którym odnosiła największe sukcesy w karierze sportowej: trzykrotne mistrzostwo (1985, 1987, 1988) oraz wicemistrzostwo Stanów Zjednoczonych (1986), brązowy medal mistrzostw świata 1987 w amerykańskim Cincinnati, a także triumfowała w Fujifilm Trophy 1987 oraz w Skate America 1985.
W 1988 roku na zimowych igrzyskach olimpijskich 1988 w konkurencji par sportowych, w których wraz z Peterem Oppegardem zdobyła brązowy medal, podczas ich jazdy, a konkretnie wykonania górnego podnoszenia po drugiej stronie lodowiska, fotograf upuścił torbę na lód, po czym bileter wszedł na lód, aby ją podnieść. Następnie para zakończyła karierę sportową.

## Osiągnięcia

### z Burtem Lanconem
| Zawody                           | 82–83          | 83–84          |
| Międzynarodowe                   | Międzynarodowe | Międzynarodowe |
| -------------------------------- | -------------- | -------------- |
| Igrzyska olimpijskie             |                | 6              |
| Mistrzostwa świata               | 11             | WD             |
| Skate America                    |                | 2              |
| Krajowe                          |                |                |
| Mistrzostwa Stanów Zjednoczonych | 3              | 3              |

### z Peterem Oppegardem
| Zawody                           | 84–85          | 85–86          | 86–87          | 87–88          |
| Międzynarodowe                   | Międzynarodowe | Międzynarodowe | Międzynarodowe | Międzynarodowe |
| -------------------------------- | -------------- | -------------- | -------------- | -------------- |
| Igrzyska olimpijskie             |                |                |                | 3              |
| Mistrzostwa świata               | 4              | 6              | 3              | 6              |
| Fujifilm Trophy                  |                |                |                | 1              |
| NHK Trophy                       |                |                | 2              |                |
| Skate America                    |                | 1              |                |                |
| Krajowe                          |                |                |                |                |
| Mistrzostwa Stanów Zjednoczonych | 1              | 3              | 1              | 1              |

## Wyróżnienia
- Członkini Amerykańska Galeria Sławy Łyżwiarstwa Figurowego: 2004 (z Peterem Oppegardem)[3]

## Po zakończeniu kariery
Jill Watson po zakończeniu kariery sportowej rozpoczęła karierę trenerską. Obecnie jest trenerką w AZ Ice. Przez 5 lat trenowała Renę Inoue i Johna Baldwina.